# Масло розового дерева

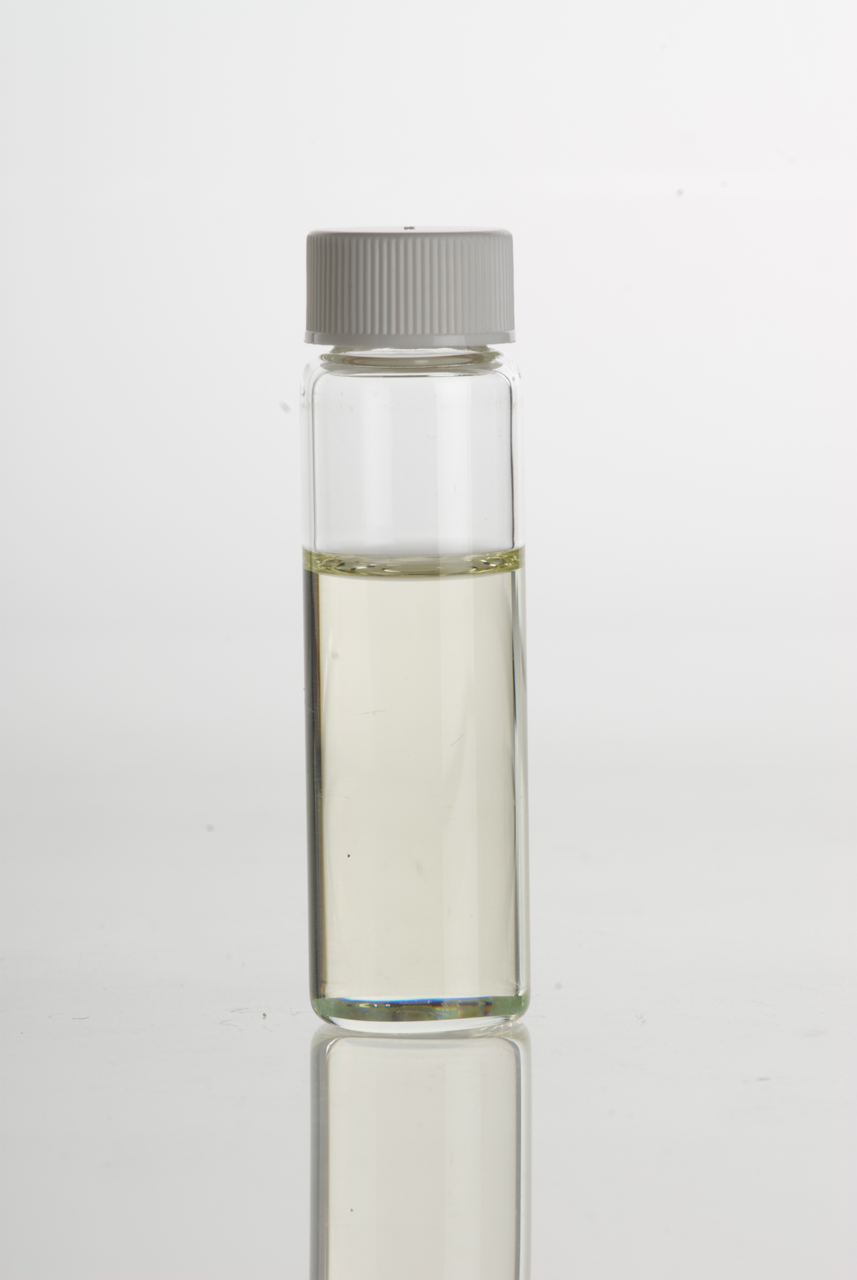
Масло розового дерева

Масло розового дерева — эфирное масло, содержится в древесине розового дерева (Aniba rosaeodora var. amazonica A.Ducke, Aniba parviflora Mez., Ocotea candata Mez. и Protium altissimum March.), произрастающего в Бразилии, Перу и во Французской Гвиане.

## Свойства
Эфирное масло розового дерева — бесцветная или светло-жёлтая жидкость, обладающая древесно—цветочным запахом с оттенком камфоры. Растворимо в этаноле (1:5 — в 60%-м), бензилбензоате, диэтилфталате, растительных маслах, пропиленгликоле; плохо растворимо в глицерине; нерастворимо в воде. Относительно устойчиво в присутствии органических кислот.
| {\displaystyle {\mbox{d}}_{20}^{20}} | {\displaystyle [{\mbox{n}}]_{\mbox{D}}^{20}} | {\displaystyle [\alpha ]_{\mbox{D}}^{20}} |
| ------------------------------------ | -------------------------------------------- | ----------------------------------------- |
| 0,872 ÷ 0,880                        | 1,462 ÷ 1,468                                | -3 ÷ +4                                   |

## Химический состав
Состав масла малоизучен, в масле обнаружены: цинеол (до 10%), дипентен, метилгептенол, гераниол, нерол, линалоол, α-терпинеол, изовалериановый альдегид, метилгептенон, n-метоксиацетофенон, некоторые сесквитерпеновые спирты и кетоны и другие компоненты.

## Получение
Получают из измельчённой и предварительно вымоченной древесины путём отгонки с паром, выход масла до 1,2%.
Основной производитель — Бразилия.

## Применение
Применяют как компонент отдушек для мыла и косметических изделий. Для выделения линалоола.